# Гірнича освіта
Гірнича освіта — процес і результат засвоєння систематизованих знань, умінь, навичок у галузі гірничої справи.

## Гірнича освіта в Україні
Вищу гірничу освіта в Україні здобувають за денною, заочною та вечірньою формами. Випускники отримують кваліфікацію бакалавра, магістра та доктора філософії.
Середню спеціальну освіту здобувають у гірничих коледжах. Підготовка робітників здійснюється у професійно-технічних училищах.
Вищу гірничу освіту можна отримати у таких закладах вищої освіти (станом на 2025 рік):
- Національний технічний університет «Дніпровська політехніка» (Дніпро; до 2017 року — Національний гірничий університет)
- Донецький національний технічний університет (м. Дрогобич)
- НТУУ «Київський політехнічний інститут»
- Криворізький національний університет
- Державний університет «Житомирська політехніка»
- Технічний університет «Метінвест Політехніка» (Запоріжжя)
- Івано-Франківський національний технічний університет нафти і газу
- Національний університет водного господарства та природокористування (Рівне)
- Державний університет економіки і технологій (Кривий Ріг)

З 2024 року в Україні спеціальності «Гірництво» та «Нафтогазова інженерія і технології» об'єднані в одну — «Гірництво та нафтогазова інженерія».
Кандидати наук та доктори філософії мають можливість отримати науковий ступінь доктора наук через докторантуру (наукові спеціальності 05.15.01 Маркшейдерія, 05.15.02 Підземна розробка родовищ корисних копалин, 05.15.03 Відкрита розробка родовищ корисних копалин, 05.15.04 Шахтне та підземне будівництво, 05.15.06 Розробка нафтових та газових родовищ, 05.15.08 Збагачення корисних копалин, 05.15.09 Геотехнічна і гірнича механіка, 05.15.10 Буріння свердловин, 05.15.12 Розробка морських родовищ корисних копалин).
У країнах Заходу та в Україні існує тенденція до підвищення ролі екологічних та цифрових компетенцій в комплексі гірничої освіти.